# Prowler (Ultimate Marvel)
Prowler, alter ego di Aaron Davis, è un personaggio dei fumetti basato sull'omonimo personaggio facente parte dell'Universo Ultimate.
Ideato da Brian Bendis e disegnato da Sara Pichelli è un supercriminale, zio del nuovo Spider-Man, e fa la sua prima comparsa nel primo numero di rilancio della serie di Ultimate Comics: Spider-Man.
Esattamente come Ben Parker, anche Aaron ha un forte ascendente su suo nipote e un legame affettivo molto forte, ma la natura criminosa della sua doppia vita trasmetterà a Miles un'influenza e un ricordo molto diversi rispetto a quelli del saggio Zio Ben.

## Biografia

### Passato
Si sa poco del passato di Aaron Davis se non che ha iniziato a compiere furti in giovane età in coppia con il fratello Jefferson e che a causa di ciò sono anche finiti in galera per questo. Dopo questa esperienza suo fratello decise di smetterla mentre per Aaron diventò la sua strada maestra e una vera attività su cui impegnarsi, intraprendendo la "carriera" del furto su commissione. Si sa, per stessa ammissione di Jefferson, che salvò la vita a suo fratello in un'occasione non precisata.

### Presente
Aaron Davis è un uomo di origini afroamericane che vive in un appartamento a New York. I suoi unici familiari sono suo fratello Jefferson, sua cognata Rio e il piccolo Miles, suo nipote.
Aaron è un ladro di professione e tra i suoi ultimi colpi c'è stato uno scassinamento di una cassetta di sicurezza dei vecchi laboratori Oscorp: quella notte nel suo borsone finì oltre ad un misterioso oggetto, obbiettivo del furto, e ad un certo numero di mazzette di denaro, anche un grosso ragno con vergato sul dorso un numero.
Quello stesso ragno punse suo nipote Miles, venuto a trovarlo per confidargli la notizia di essere stato ammesso alla Brooklyn Vision Academy, una scuola prestigiosa a numero chiuso, facendogli perdere i sensi. Il ragazzo si riprese ma ciò non gli evitò un battibecco con il fratello. Aaron abbandonò il suo appartamento poco dopo per dirigersi in Messico per "affari" e il ragno fini sotto una mattonella del suo pavimento.
Aaron, conosciuto dagli agenti dell'F.B.I. e dalla mala come Prowler, a causa della sua fuga in tutta fretta non ebbe modo di rendersi conto di aver partecipato alla formazione del nuovo Spider-Man.
In Messico entra in contatto con il suo cliente Maximus Gargan detto lo Scorpione. La transazione si sarebbe dovuta svolgere senza problemi ma invece termina in disastro, entrando in conflitto con lui e la sua gang, e venendo pure arrestato dalla polizia messicana. In carcere ha però modo di scoprire tramite i giornali del nuovo Spider-Man e si interessa subito a lui.
Ritornato in patria fa una visita al Riparatore, l'uomo che lo rifornisce della sua attrezzatura all'avanguardia, per fargliela pagare di avergli rifilato tecnologia di bassa lega. Nella discussione con lui viene a scoprire le origini del primo Spider-Man, punto da un ragno geneticamente modificato della Oscorp. Ad Aaron non basta che un attimo per risolvere il rebus che si è ritrovato di fronte: suo nipote è diventato il nuovo Uomo Ragno. Prowler uccide poi il Riparatore e si appropria del suo laboratorio e del suo arsenale.
Il giorno dopo si reca alla scuola di Miles e senza mezzi termini gli rivela di sapere tutto: del ragno, dei poteri e del fatto che il nuovo Spider-Man è lui. Gli dice quella puntura di ragno è la cosa migliore che poteva capitargli e che l'avrebbero potuto sfruttare. Il discorso viene lasciato a metà a causa della sorveglianza della scuola ma gli dice che avranno modo di riparlarne.
In seguito Aaron riceve la sgradita visita dello Scorpione giunto direttamente dal Messico per vendicarsi di lui e di "piantare la sua bandiera" a New York per espandere la sua influenza e diventare il nuovo Kingpin. Aaron cerca di sconfiggerlo mettendo mano all'arsenale del Riparatore ma riesce soltanto a ferirlo leggermente. Gargan è molto più di quel che appare, è un metaumano dall'incredibile resistenza e forza. Accortosi della sua reale pericolosità, Aaron fugge avvalendosi delle ali dell'Avvoltoio, visivamente in preda all'angoscia di ritrovarsi alle calcagna un uomo tanto pericoloso.
Quella stessa notte contatta Miles per suggellare un patto: uno scambio di favori e l'avrebbe lasciato in pace
Non appena il nipote si fa vivo all'appuntamento sul tetto di un albergo, dopo un iniziale discorso formale, Prowler lo attacca spingendolo a fare lo stesso. Aaron lo vuole testare, vuole metterlo alla prova e alla fine infatti il nipote ha la meglio grazie ad una specie di colpo paralizzante. Lo scontro termina e Aaron gli propone di collaborare ma Miles rifiuta.
Il ladro vuole avere dalla sua parte Miles perché sa che è una grandissima opportunità per lui: avrebbe un metaumana di incredibile abilità fisica da scagliare prima contro lo Scorpione ed eliminarlo e poi come complice per future operazioni. Ma il ragazzo è duro a cedere ai suoi ragionamenti e allora gli offre di combattere un vero criminale insieme per fargli capire quanto effettivamente un aiuto da parte sua gli sia necessario per migliorare: gli indica così come obbiettivo il gangster messicano e dopo un giorno passato a ragionare Miles accetta.
Zio e nipote attaccano Gargan mentre sta svolgendo un meeting con altri criminali: i due si gettano nella mischia e Prowler si occupa degli scagnozzi lasciando al nipote lo Scorpione che si rivela più ostico del previsto, tanto da obbligare Aaron ad intervenire. Vedendolo fuggire, lo fa notare a Miles e questi si lancia subito all'inseguimento, mentre lui si dà alla fuga ben sapendo che quel posto tra poco sarebbe brulicato di poliziotti.
Messosi al sicuro contatta il nipote per dirgli che la loro collaborazione è appena iniziata ma riceve una risposta negativa. Aaron ricorre allora alla minaccia di rivelare tutto al padre di Miles che non vedrebbe di buon occhio la cosa, anche per il suo spiccato odio per i metaumani. Sia lui che il nipote arrivano quasi a rivelare il segreto ai coniugi Morales quando il nipote gli propone un nuovo incontro.
Quella stessa notte infatti Miles gli intima di andarsene di lasciare in pace lui e i suoi, che non può ricattarlo. Prowler non prende bene l'ennesimo rifiuto del ragazzino e lo attacca con uno dei guanti sonici di Shocker. Aaron in preda all'ira lo accusa di mancargli di rispetto, come suo padre Jefferson, che è grazie a lui se ha quei poteri e che quindi gli appartiene. Urla che se sarà necessario inculcarglielo picchiandolo allora così sarà.
Dopo uno scambio di colpi sia dall'uno che dall'altro, Miles finisce giù dal palazzo sopra il tetto di un bus ma Prowler non intende dargli tregua e con un'altra scossa sonica colpisce il bus che sbanda e si ribalta mentre Miles finisce contro una vetrina. Ripresosi Miles aiuta i passeggeri a fuggire ma Aaron ritorna e ancora una volta lo attacca senza preoccuparsi delle persone intorno a loro. Il giovane Spider-Man è furioso e incomincia a colpirlo al volto, affermando che proprio perché al contrario suo, lui si interessa degli altri, non potrà mai seguire le sue orme.
Ma un manrovescio di Aaron lo spinge al suolo. Prowler ha intenzione di ucciderlo e sta per caricare un altro colpo quando il guanto sonico va in cortocircuito ed esplode travolgendo l'uomo nelle fiamme. Benché leggermente ferito, Miles si avvicina al corpo dello zio per dirgli di resistere che i soccorsi stanno per arrivare. Ma Aaron Davis sente la morte vicina e le sue ultime parole per il nipote sono queste: "Tu sei proprio come me."

## Carattere e Relazioni
Prowler è un uomo dalle spiccate capacità, dotato di coraggio, intraprendenza, e intelligenza. Purtroppo queste qualità le adopera per rubare. Essendo un ladro professionista prende ciò che vuole o si fa pagare per quello che fa. Sa essere spietato e calcolatore, ed è in grado di uccidere a sangue freddo, incurante delle persone innocenti che potrebbero essere coinvolte nei suoi scontri con "colleghi" o avversari. Ha inoltre un grande autocontrollo: l'unica volta che lo si è visto spaventato è stato quando lo Scorpione giunto a New York lo ha sfidato nella sua base.
Nonostante questo lui agisce secondo una propria linea di pensiero e dì vedute. Apparentemente non è cattivo e a modo suo infatti è molto legato alla sua famiglia in particolar modo a Miles, arrivando a dirgli che lui e tutti gli altri della sua età devono sfruttare le opportunità che hanno per costruire il futuro come lo desiderano. Non si può proprio dire che tale affezione sia solo una facciata, però quando è in preda all'ira o all'opportunità di ottenere ciò che vuole i sentimenti vengono messi da parte: tanto è vero che nel loro ultimo scontro, era pronto ad uccidere il nipote.
Non si sa molto delle amicizie di Aaron Davis, la sua cerchia di relazioni si restringe per lo più intorno alla sua famiglia:
- Jefferson Davis: è suo fratello, ex-compagno di furti, a cui in passato ha anche salvato la vita; Aaron è sicuramente legato a lui ma c'è del torbido in questo legame come se dietro all'aiuto che è sempre pronto ad offrirgli ci fosse un secondo fine da una ricerca di soddisfazione, motivato forse dal rancore di essere stato "abbandonato" nel lavoro da lui. Aaron infatti dice che non si sente rispettato dal fratello e quindi l'idea di potergli concedere un favore è qualcosa che lo renderebbe gratificato.
- Rio Morales: è sua cognata, non ha un gran rapporto con lei anche a causa del suo passato.
- Miles Morales: è suo nipote, Aaron ha sempre cercato di essere un buon zio, o meglio lo zio "figo" quello alternativo, simpatico, ad un padre inquadrato e nella norma. Quando scopre che Miles è diventato il nuovo Spider-Man pensa subito di approfittare di questa nuova opportunità anche se cerca di nasconderlo dietro a buone intenzioni o all'idea di rivelare il vero potenziale del nipote.
- Il Riparatore: era il suo rifornitore di attrezzature speciali per compiere i suoi furti o per svolgere parti del proprio mestiere che lo obbligavano a lottare e difendersi, un uomo quindi con cui aveva a malapena un rapporto professionale si può intuire, fino al giorno in cui lo ha ucciso e lo ha rimpiazzato presso la sua base.
- Lo Scorpione: è un suo nemico, un gangster di origini messicane che lo ha preso nel suo mirino e cerca vendetta contro di lui. Tra loro c'è solo rancore e disprezzo. Maximus Gargan è l'unico che abbia veramente fatto incutere timore in Aaron per via della sua pericolosità. Per tal motivo prova a tirare dalla sua parte il nipote Spider-Man per poterlo contrastare alla pari.

## Abilità e Attrezzatura
Prowler ha una grande esperienza e abilità nell'arte del furto acquisita in anni e anni, dotandosi anche di attrezzature sofisticate e tecniche per compiere i suoi colpi, tanto da essere sulla lista dei ricercati della F.B.I. e lo stesso S.H.I.E.L.D. ha sentito parlare di lui.
Col passare degli anni Aaron si è dotato di mezzi sempre più tecnologiche tramite i suoi contatti con il Riparatore, ex scienziato della Roxxon che costruisce armi per mercenari e chiunque sia disposto a pagarlo per esse. Oltre ad essere abile nell'adoperarle, ha anche una discreta conoscenza nella lotta corpo a corpo e delle armi da fuoco classiche.
Lungo la sua storia editoriale lo si è visto adoperare varie attrezzature-armi di fabbricazione del Riparatore o anche rientranti nella norma:
- una giacca generatrice di scariche elettriche
- le Ali dell'Avvoltoio
- guanti emettitori di onde vibranti (probabilmente una variante di quelli ideati da Herman Schultz, alias Shocker)
- armi da fuoco convenzionali
- taser
- rampino e funi

## Altri media

### Cinema
- Aaron Davis appare nel film del Marvel Cinematic Universe Spider-Man: Homecoming (2017), interpretato da Donald Glover.[10]
- Prowler appare come antagonista terziario/antieroe nel film d'animazione Spider-Man - Un nuovo universo (2018), doppiato da Mahershala Ali in lingua originale e da Alberto Angrisano in italiano.
- Prowler appare in un cameo nel film d'animazione Spider-Man: Across the Spider-Verse (2023), interpretato da Donald Glover.

### Videogiochi
- Prowler appare in Marvel Puzzle Quest (2013).
- Prowler appare in Spider-Man: Unlimited (2014).
- Prowler appare come antagonista secondario/antieroe in Spider-Man: Miles Morales (2020).